# 薄型ブラウン管
薄型ブラウン管（うすがたブラウンかん）とは、奥行きの短いブラウン管のこと。電界放出ディスプレイ（SED、CNT型、Spindt型など）を指す場合もある。テレビ用途を見込んで複数の方式が開発されたが、普及には至らなかった。

## 概要
薄型ブラウン管を称するテレビは東芝、パナソニックによって開発されていたが、東芝が開発した方式は実用化には至らなかった。
パナソニックが開発した製品も、普通のブラウン管テレビと比べて値段が高いので販売が終了された。
2004年7月、サムスンSDIは、32型としては当時最薄のブラウン管「Vixlim」を開発した。サムスンはそのほかのサイズも薄型ブラウン管に置き換える方針だったが、実現されなかった。
また、LGフィリップス・ディスプレイも同様のブラウン管を発売する予定だったが、数種類を限定的に販売するに留まった。